# Omega-n-Fettsäuren
Omega-n-Fettsäuren sind ungesättigte Fettsäuren, wobei das n als Ziffer die Position der ersten Doppelbindung der Fettsäure angibt; diese wird gezählt vom „Omega-Ende“ ausgehend, dem der Carboxygruppe gegenüberliegenden Ende des Moleküls. Alternativ gibt es auch eine Zählweise vom Carboxyende aus als „Delta-n-Fettsäuren“.

## Nomenklatur der ungesättigten Fettsäuren
Ungesättigte Fettsäuren besitzen entweder eine gewinkelte (cis-Fettsäuren) oder eine meist lineare (trans-Fettsäuren) Kohlenwasserstoffkette sowie eine Carboxygruppe (-COOH) am Molekülanfang. Die ungesättigten Fettsäurereste in den Triglyceriden der (natürlichen) Öle und Fette sind fast ausschließlich cis-konfiguriert.
Das der Carboxygruppe benachbarte Kohlenstoffatom ist zu dieser α-ständig, das nächste β-ständig usw. Da verschiedene Fettsäuren in der Natur auch eine unterschiedliche Kettenlänge haben können, wird das letzte Kohlenstoffatom einheitlich als „ω“ („Omega“), dem letzten Buchstaben im griechischen Alphabet, festgelegt.
Weil die physiologischen Eigenschaften ungesättigter Fettsäuren von der relativen Position der ersten Doppelbindung zum Omega-Ende abhängen, werden diese als „Omega minus n“-, kurz „Omega-n“-Fettsäuren bezeichnet. Für alle Fettsäuren gibt es einen Lipidnamen, der in der Form X:Y (ω−n) (mit X = Länge der C-Kette, Y = Anzahl der Doppelbindungen, n = Position der ersten Doppelbindung relativ zum Omega-Ende) angegeben wird. Für die Omega-3-Fettsäure Alpha-Linolensäure ergibt sich der Lipidname 18:3 (ω−3), für die Omega-6-Fettsäure Arachidonsäure 20:4 (ω−6) und für die Omega-9-Fettsäure Ölsäure 18:1 (ω−9).

## Omega-3-Fettsäuren
Die Bezeichnung „Omega-3-Fettsäuren“ steht dabei für Verbindungen, bei denen die erste Doppelbindung an der dritten Position vom Omega-Ende aus lokalisiert ist. Als Modellverbindung wird die essentielle α-Linolensäure gezeigt:
| α-Linolensäure                                        |
| ----------------------------------------------------- |
| C=C-Doppelbindungen rot markiert                      |
| (9Z,12Z,15Z)-Octadeca-9,12,15-triensäure (IUPAC-Name) |
| 18:3 (ω−3) (Lipidname)                                |

| Trivialname                            | Lipidname  | Chemischer Name                              |
| -------------------------------------- | ---------- | -------------------------------------------- |
| Roughaninsäure                         | 16:3 (ω−3) | (7Z,10Z,13Z)-Hexadecatriensäure              |
| Alpha-Linolensäure                     | 18:3 (ω−3) | (9Z,12Z,15Z)-Octadecatriensäure              |
| Stearidonsäure                         | 18:4 (ω−3) | (6Z,9Z,12Z,15Z)-Octadecatetraensäure         |
| Eicosatriensäure (Dihomolinolensäure)  | 20:3 (ω−3) | (11Z,14Z,17Z)-Eicosatriensäure               |
| Eicosatetraensäure                     | 20:4 (ω−3) | (8Z,11Z,14Z,17Z)-Eicosatetraensäure          |
| Eicosapentaensäure                     | 20:5 (ω−3) | (5Z,8Z,11Z,14Z,17Z)-Eicosapentaensäure       |
| Heneicosapentaensäure                  | 21:5 (ω−3) | (6Z,9Z,12Z,15Z,18Z)-Heneicosapentaensäure    |
| Docosapentaensäure                     | 22:5 (ω−3) | (7Z,10Z,13Z,16Z,19Z)-Docosapentaensäure      |
| Docosahexaensäure                      | 22:6 (ω−3) | (4Z,7Z,10Z,13Z,16Z,19Z)-Docosahexaensäure    |
| Tetracosapentaensäure (Scoliodonsäure) | 24:5 (ω−3) | (9Z,12Z,15Z,18Z,21Z)-Tetracosapentaensäure   |
| Tetracosahexaensäure (Nisinsäure)      | 24:6 (ω−3) | (6Z,9Z,12Z,15Z,18Z,21Z)-Tetracosahexaensäure |

Der „Lipidname“ für α-Linolensäure lautet „18:3 (ω-3)“. Weitere wichtige Omega-3-Fettsäuren sind Eicosapentaensäure [EPA, „20:5 (ω-3)“] und Docosahexaensäure [DHA, „22:6 (ω-3)“].

## Omega-6-Fettsäuren
Die Omega-6-Fettsäuren weisen – vom Omega-Ende (ω-Ende) her gesehen – an der sechsten Position die erste Doppelbindung auf. Linolsäure ist eine essentielle Fettsäure.
| Linolsäure                                    |
| --------------------------------------------- |
| C=C-Doppelbindungen rot markiert              |
| (9Z,12Z)-Octadeca-9,12-diensäure (IUPAC-Name) |
| 18:2 (ω−6) (Lipidname)                        |

| Trivialname                      | Lipidname  | Chemischer Name                           |
| -------------------------------- | ---------- | ----------------------------------------- |
| Linolsäure                       | 18:2 (ω−6) | (9Z,12Z)-Octadecadiensäure                |
| Gamma-Linolensäure               | 18:3 (ω−6) | (6Z,9Z,12Z)-Octadecatriensäure            |
| Calendulasäure                   | 18:3 (ω−6) | (8E,10E,12Z)-Octadecatriensäure           |
| Eicosadiensäure                  | 20:2 (ω−6) | (11Z,14Z)-Eicosadiensäure                 |
| Dihomogammalinolensäure          | 20:3 (ω−6) | (8Z,11Z,14Z)-Eicosatriensäure             |
| Arachidonsäure                   | 20:4 (ω−6) | (5Z,8Z,11Z,14Z)-Eicosatetraensäure        |
| Docosadiensäure                  | 22:2 (ω−6) | (13Z,16Z)-Docosadiensäure                 |
| Docosatetraensäure               | 22:4 (ω−6) | (7Z,10Z,13Z,16Z)-Docosatetraensäure       |
| Docosapentaensäure (Osbondsäure) | 22:5 (ω−6) | (4Z,7Z,10Z,13Z,16Z)-Docosapentaensäure    |
| Tetracosatetraensäure            | 24:4 (ω−6) | (9Z,12Z,15Z,18Z)-Tetracosatetraensäure    |
| Tetracosapentaensäure            | 24:5 (ω−6) | (6Z,9Z,12Z,15Z,18Z)-Tetracosapentaensäure |

## Omega-9-Fettsäuren
Bei Omega-9-Fettsäuren befindet sich die erste Doppelbindung an der neunten Position vom Omega-Ende aus.
| Ölsäure                             |
| ----------------------------------- |
| C=C-Doppelbindung rot markiert      |
| (9Z)-Octadec-9-ensäure (IUPAC-Name) |
| 18:1 (ω−9) (Lipidname)              |

| Trivialname     | Lipidname            | Chemischer Name              |
| --------------- | -------------------- | ---------------------------- |
| Ölsäure         | 18:1 (ω−9)           | (9Z)-Octadecensäure          |
| Gondosäure      | 20:1 (ω−9)           | (11Z)-Eicosensäure           |
| Mead’sche Säure | 20:3 (ω−9)           | (5Z,8Z,11Z)-Eicosatriensäure |
| Erucasäure      | 22:1 (ω−9)           | (13Z)-Docosensäure           |
| Nervonsäure     | 24:1 (ω−9)           | (15Z)-Tetracosensäure        |
| Ximensäure      | 26:1-delta-17c (ω−9) | (17Z)-17-Hexacosensäure      |